# لوس راستروجوس
لوس راستروجوس هي عصابة مخدرات وقوات شبه عسكرية كولومبية،تمول المجموعة نفسها في المقام الأول عن طريق تهريب الكوكايين والماريجوانا والهيروين ، والتعدين غير القانوني للذهب.